# Ascogastisia
× Ascogastisia, (abreviado Agst) en el comercio, es un híbrido intergenérico entre los géneros de orquídeas Ascocentrum × Gastrochilus × Luisia. Fue publicado en Orchid Rev. 93(1100) cppo: 12 (1985).